# (6022) Jyuro
(6022) Jyuro (1992 UB4) – planetoida z pasa głównego asteroid okrążająca Słońce w ciągu 3,35 lat w średniej odległości 2,24 j.a. Odkryta 26 października 1992 roku.